# Hiệu ứng từ điện trở

Hiệu ứng từ điện trở lớn trong các màng đa lớp Fe/Cr (Fert et al.)

Từ điện trở, hay còn gọi tắt là từ trở, là tính chất của một số vật liệu, có thể thay đổi điện trở suất dưới tác dụng của từ trường ngoài. Hiệu ứng này lần đầu tiên được phát hiện bởi William Thomson (Lord Kelvin) vào năm 1856 với sự thay đổi điện trở không quá 5%. Hiệu ứng này được gọi là hiệu ứng từ điện trở thường. Gần đây, các nhà khoa học đã phát hiện ra nhiều loại hiệu ứng từ điện trở trong nhiều loại vật liệu khác nhau đem lại khả năng ứng dụng hết sức to lớn. Người ta thường dùng khái niệm tỉ số từ trở để nói lên độ lớn của hiệu ứng từ điện trở, cho bởi công thức:
{\displaystyle MR(\%)={\frac {\rho (H)-\rho (0)}{\rho (0)}}={\frac {R(H)-R(0)}{R(0)}}}
Đôi khi, trong một số thiết bị, tỉ sổ này cũng được định nghĩa bởi:
{\displaystyle MR(\%)={\frac {\rho (H)-\rho (H_{max})}{\rho (H_{max})}}={\frac {R(H)-R(H_{max})}{R(H_{max})}}}
Với: {\displaystyle \rho (H),\rho (0),R(H),R(0)} lần lượt là điện trở suất và điện trở tại từ trường H và từ trường H = 0. Và hoàn toàn tương tự ở công thức thứ hai {\displaystyle H_{max}} là từ trường cực đại. Hai cách định nghĩa này hoàn toàn tương đương nhau.

## Từ điện trở dị hướng
xem bài chi tiết Từ điện trở dị hướng
- (Tiếng Anh: Anisotropic Magnetoresistance Effect - AMR). Hiệu ứng này cũng được William Thomson phát hiện vào năm 1857 khi quan sát thấy điện trở của các vật liệu sắt và niken phụ thuộc vào góc giữa dòng điện chiều của véctơ từ độ. Hiệu ứng này phát hiện trong nhiều chất bán dẫn và nhiều màng mỏng từ.
- Hiệu ứng AMR trong các chất bán dẫn chủ yếu là do sự lệch quỹ đạo của dòng hạt tài (điện tử hay lỗ trống) dưới tác dụng của từ trường, thường được ứng dụng trong một số cảm biến đo từ trường như đo từ trường Trái đất, hay cảm biến đo dòng điện...

## Từ điện trở khổng lồ
- (Tiếng Anh: Giant Magnetoresistance Effect - GMR), một số nhà nghiên cứu ở Việt Nam còn dịch hiệu ứng GMR là "từ điện trở lớn" do không thống nhất việc dịch "Giant" là "khổng lồ" hay "lớn" nhưng tên gọi quen thuộc thường dùng là GMR. Hiệu ứng GMR là một hiệu ứng lượng tử quan sát thấy trong một số màng mỏng từ tính đa lớp hoặc đơn lớp, với sự thay đổi lớn giá trị điện trở suất dưới tác dụng của từ trường ngoài.
- Tên gọi Giant (lớn, khổng lồ) của hiệu ứng này không phải là do giá trị lớn của tỉ số MR mà do cơ chế tạo nên hiệu ứng, đó là cơ chế tán xạ phụ thuộc spin của điện tử khi truyền qua các lớp sắt từ được kẹp giữa bởi các lớp phi từ. Hiệu ứng GMR lần đầu tiên được phát hiện vào năm 1988 đồng thời bởi 2 nhóm nghiên cứu, là nhóm của Peter Grünberg ở Trung tâm Nghiên cứu Jülich (Đức) trên màng mỏng kiểu bánh kẹp Fe/Cr/Fe; và bởi nhóm của Albert Fert ở Đại học Paris-Sud trên các màng đa lớp Fe/Cr. Phát hiện này đã mở ra một ngành mới gọi là điện tử học spin (spintronics) nghiên cứu các linh kiện điện tử mới hoạt động dựa trên điều khiển tính chất spin của điện tử.
- Ngoài ra hiệu ứng GMR còn phát hiện thấy trên một số màng mỏng dạng hạt (ví dụ màng hợp kim dị thể CoCu, CoAg...).
- Vào ngày 9-10-2007, Ủy ban Trao Giải Nobel đã công bố giải thưởng Nobel Vật Lý 2007 được trao cho hai nhà vật lý Albert Fert (Pháp) và Peter Grünberg (Đức) về sự khám phá ra Từ điện trở khổng lồ (Giant Magnetoresistance).

## Từ điện trở chui hầm
xem chi tiết tại bài viết Hiệu ứng từ điện trở chui hầm
- (Tiếng Anh: Tunneling Magnetoresistance' - TMR). Là hiệu ứng từ trở xảy ra khi các lớp sắt từ bị ngăn cách bởi các lớp mỏng cách điện cho phép điện tử xuyên hầm qua các lớp cách điện này, và tán xạ trên các lớp sắt từ, gây ra hiệu ứng từ trở lớn.
- Hiệu ứng TMR lần đầu tiên được phát hiện trên các màng đa lớp sắt kẹp giữa là lớp germanium (Ge) đóng vai trò lớp cách điện. Hiệu ứng TMR ở nhiệt độ phòng lần đầu tiên được phát hiện vào năm 1995 trên các màng mỏng CoFe/Al2O3/Co  với Al2O3 đóng vai trò lớp cách điện, cho hiệu ứng MR tới 11,8% ở nhiệt độ phòng. Cùng với phát minh về hiệu ứng GMR, hiệu ứng TMR được cũng đóng vai trò cực kỳ quan trọng trong các nghiên cứu về linh kiện spintronic.

## Từ điện trở siêu khổng lồ
Xem chi tiết bài viết Từ điện trở siêu khổng lồ
- (Tiếng Anh: Colossal Magnetoresistance - CMR), đôi khi cũng được các nhà nghiên cứu ở Việt Nam gọi là "Hiệu ứng từ điện trở khổng lồ" (khi gọi hiệu ứng GMR là "Từ điện trở lớn") nhưng thường gọi tắt là hiệu ứng CMR. Hiệu ứng này xảy ra với các vật liệu từ có cấu trúc perovskite (ví dụ manganese, cobaltite,...) có điện trở thay đổi cực lớn có thể tới hàng ngàn %.
- Hiệu ứng CMR lần đầu tiên được phát hiện vào năm 1993, nhưng đến giờ vẫn chưa được lý giải một cách chính xác, và vẫn đang là một vấn đề lý thú cho nghiên cứu cơ bản. Một lý thuyết đang được sử dụng rộng rãi để giải thích là mô hình tương tác kép (double-exchange interaction).
- Hiệu ứng CMR cũng được ứng dụng trong các đầu đọc/ghi của ổ cứng, phát triển các linh kiện spintronic...

## Từ điện trở dị hướng xung kích
- (Tiếng Anh: Ballistic Anisotropy Magnetoresistance - BAMR). Là hiệu ứng từ điện trở xảy ra khi các điện tử chuyển động trong một dây rất mỏng cũng giống như một viên đạn đi trong nòng súng - chúng đều bị cưỡng ép chuyển động trên một chiều nhất định và hầu như ít bị van chạm hay nói cách khác là không có sự cản trở dọc theo đường truyền. Nếu dây có chiều dày chỉ vài lớp nguyên tử, khả năng dẫn điện tử - độ dẫn điện - sẽ bị lượng tử hóa, là một số nguyên lần (N) của độ dẫn của một điện tử bởi vì năng lượng của điện tử bị cầm tù trong dây trong dây là các dải hẹp và N sẽ tương ứng với số dải năng lượng trên mức Fermi, mà ở đó xảy ra tính dẫn điện.
- Năm 2005, Evgeny Tsymbal và các đồng nghiệp ở Đại học Nebraska giả thiết rằng số N có thể thay đổi bằng cách đặt một từ trường vào một dây rất mảnh làm bằng các kim loại từ tính. Trong các vật liệu đó, các điện tử dẫn dưới tác dụng của từ trường sẽ phải dịch chuyển mức năng lượng so với mức Fermi và do đó dẫn đến việc thay đổi N. Do độ dẫn của dây tỉ lệ với N, nên các nhà nghiên cứu giả định rằng có thể quan sát thấy sự thay đổi kiểu nhảy bậc của độ dẫn (hay nói cách khác là điện trở). Họ gọi hiệu ứng này là "hiệu ứng từ điện trở dị hướng xung kích" (ballistic anisotropy magnetoresistance) - từ "dị hướng" ở đây là do hiệu ứng này phụ thuộc vào góc tương đối giữa từ trường và chiều của dòng điện dẫn. Mới đây, Bernard Doudin ở Viện Vật lý và Hóa học Vật liệu (Strasbourg) và các đồng nghiệp ở Đại học Nebraska đã quan sát thấy hiệu ứng BAMR trong một loạt các dây khác nhau ở kích cỡ nguyên tử chế tạo bằng Co. Trong một mẫu, các nhà nghiên cứu đã đo được sự thay đổi của độ dẫn tương ứng với N = 6, 7 khi mà chiều của từ trường thay đổi. Các nhà nghiên cứu cho hay sự phản ứng này có liên quan đến sự chênh lệch ở thang nguyên tử trong cấu trúc của các dây nano và có thể giải thích bằng lý thuyết của Tsymbal về BAMR.

## Ứng dụng của hiệu ứng từ trở
- Chế tạo cảm biến đo từ trường, đo dòng điện
- Đầu đọc, ghi trong các ổ cứng máy tính
- Các linh kiện spintronics